# Corte
Corte [kɔʁte] (korsisch Corti [kɔrti]) ist die einzige bedeutende Stadt im Inneren der Insel Korsika. Unter dem korsischen Staatsmann Pascal Paoli war Corte von 1755 bis 1769 die Hauptstadt der Insel.

## Geografie
Corte liegt auf einem Hochplateau auf 436 m Höhe am Zusammenfluss von Restonica und Tavignano. Sie hat 7.737 Einwohner (Stand 1. Januar 2022) und ist Sitz der Unterpräfektur des gleichnamigen Arrondissements.

## Geschichte

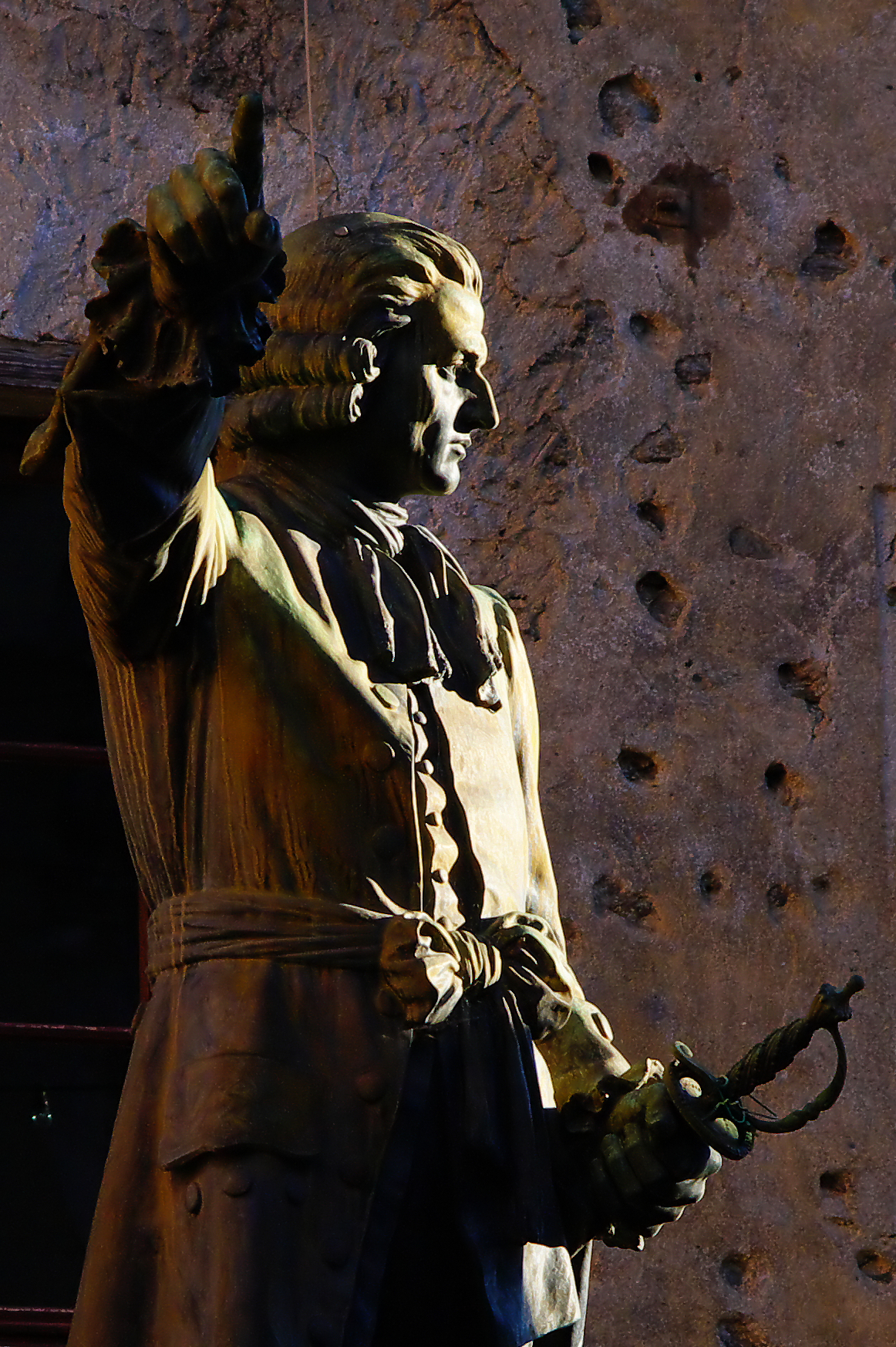
Statue von Jean-Pierre Gaffori auf der Place Gaffori

Mit seinen Schluchten und Bergen hat Corte schon immer eine bedeutende militärische Rolle gespielt. Im 9. Jahrhundert war der Ort eine wichtige Stadt und wurde von der Republik Genua im 13. Jahrhundert erobert.
1419 eroberte Vincentello d’Istria den Ort und errichtete die Zitadelle. Später erhielt die Banco di San Giorgio (das Finanzinstitut der Republik Genua) die Stadt aus den Händen der Lehnsherren von Campo Fregosso.
Während der kurzen französischen Zugehörigkeit schickte 1553 der Marschall von Thermes den Adligen Sampiero Corso in die Stadt; er wurde ihr Befreier, die Bewohner übergaben ihm freiwillig die Schlüssel. Nach der Unterzeichnung des Friedensvertrags von Cateau-Cambresis 1559 fiel Korsika jedoch wieder an Genua zurück.
Im Jahre 1734 bemächtigten sich die Franzosen erneut der Stadt. Aber 1745 eroberten die Korsen unter Jean-Pierre Gaffori („Schützer der Nation“) die Stadt erneut. 1751 betraute die „Consulta von Orezza“ ihn mit der Exekutivgewalt.
Zwischen 1755 und 1769 war Corte die Hauptstadt des unabhängigen Teils von Korsika unter Pascal Paoli. Dieser „aufgeschlossene Despot“, Freund von Jean-Jacques Rousseau und James Boswell, reorganisierte Korsika als Staat und gab ihm eine demokratische Verfassung. In ihr waren bereits Gewaltenteilung und Volkssouveränität verankert. Gleichzeitig gründete er im Nationalpalast die erste (und bis heute einzige) Universität Korsikas. Genua behielt jedoch die Vormachtstellung an der Küste.
Da sich Paoli weigerte, mit Genua zu verhandeln, wandte sich dieses an Frankreich. Unter Choiseul, einem Minister Ludwigs XV., wurde die Insel im Vertrag von Versailles 1768 an Frankreich verkauft. Dieser Verkauf veranlasste Paoli und seine Landsleute zu einem neuen Aufstand. Nach der Niederlage in der Schlacht bei Ponte Novu im Mai 1769 zog sich Paoli nach Corte zurück, doch nach vergeblichem Widerstand fiel die Stadt wieder in die Hände der Franzosen.
Die Kämpfe des Mittelalters sowie die Kriege um die Unabhängigkeit haben ihre Spuren im Ort hinterlassen. Heute ist Corte mit seiner malerischen Altstadt ein touristischer Höhepunkt auf der Insel und hat besonders im oberen Teil seinen ursprünglichen Charakter erhalten, mit seinen engen, steilen Gässchen zwischen den schiefergedeckten Häusern.
Bevölkerungsentwicklung
| Jahr                       | 1962 | 1968 | 1975 | 1982 | 1990 | 1999 | 2007 | 2016 |
| Einwohner                  | 5066 | 4948 | 5230 | 5177 | 5693 | 6329 | 7280 | 7389 |
| Quellen: Cassini und INSEE |      |      |      |      |      |      |      |      |

## Die Zitadelle

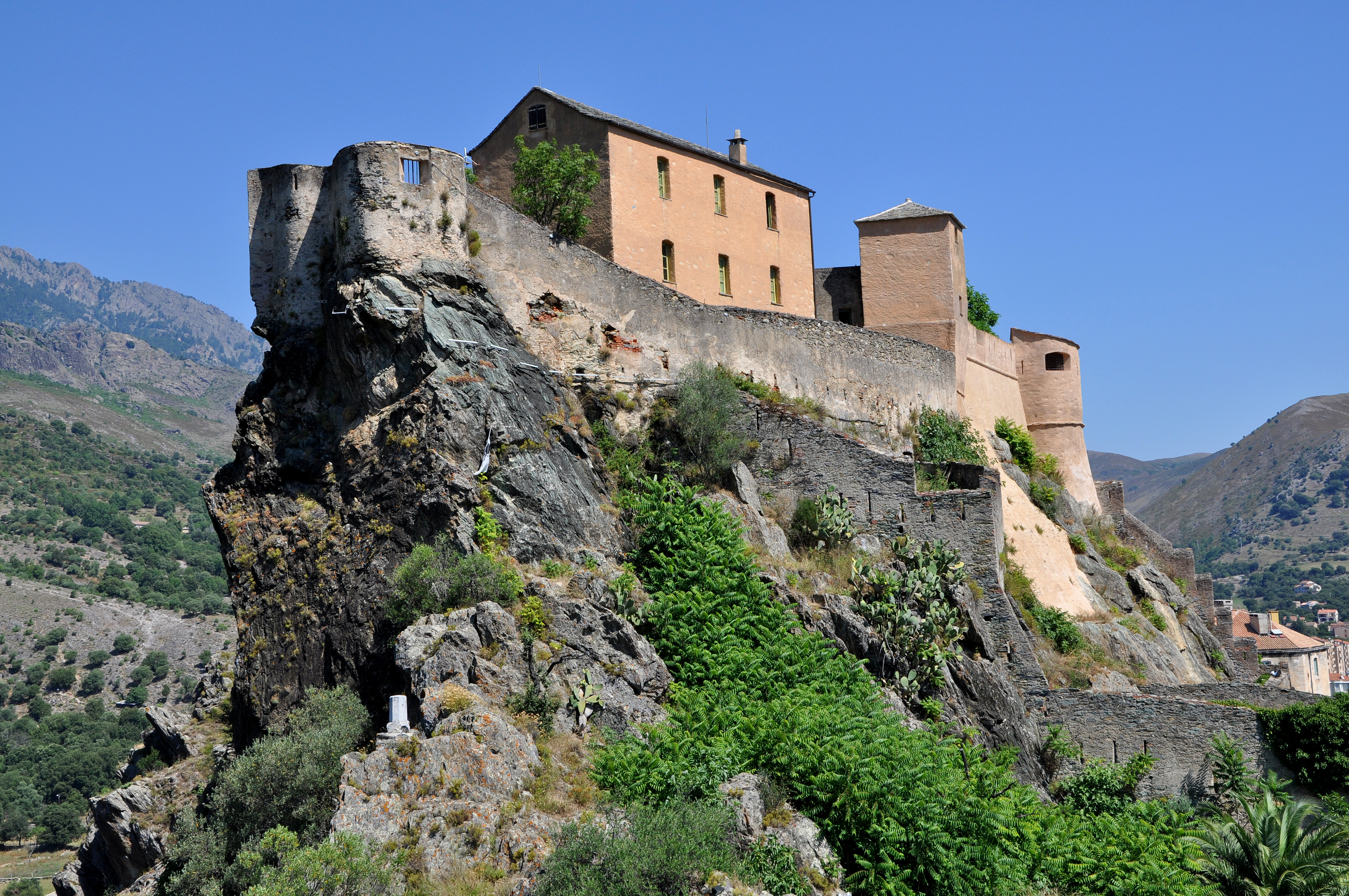
Zitadelle Corte

Die Zitadelle Corte ist die einzige größere militärische Festung im Landesinnern. Der Felsvorsprung wurde bereits im 9. Jahrhundert befestigt. Allerdings wurde erst 1419 die Burg unter dem korsischen Abenteurer Vincentello d’Istria, Vizekönig von Aragonien, gebaut. Besonders beeindruckend ist das „Adlernest“, die Südspitze des Felssporns. Es ist über eine Treppe aus „Restonica-Marmor“ zu erreichen. Im Innern der Zitadelle gab es ursprünglich kleine Häuser und eine Kapelle. Ludwig XV. und schließlich Ludwig XVI. veränderten diesen Teil und begannen mit dem Bau der Kaserne.
Doch erst unter Louis Philippe erhielt die Festung ihr endgültiges Aussehen. Die Häuser und die Kapelle wurden zerstört und die Bewohner im „Lubiacce“, dem „Gebäude der 100 Bewohner“, untergebracht. Die militärischen Gebäude boten zunächst der Garnison Unterkunft und wurden anschließend zu einem Gefängnis für politische Gefangene umgebaut.
Im Ersten Weltkrieg waren deutsche Kriegsgefangene dort untergebracht, im Zweiten Weltkrieg wurden unter der italienischen Besatzung korsische Patrioten gefangen gehalten.
Ab 1962, nach dem Ende des Algerienkriegs, war dort die Fremdenlegion stationiert. Seit dem Abzug der Legionäre 1983 gehört das Gelände der Stadt Corte.
Die Einrichtungen können besichtigt werden: Vom „Adlernest“ aus hat man einen wunderbaren Blick auf die Umgebung. Heute beherbergt die Zitadelle das Nationalparkbüro, ein Museum über korsische Geschichte sowie Einrichtungen der Universität.

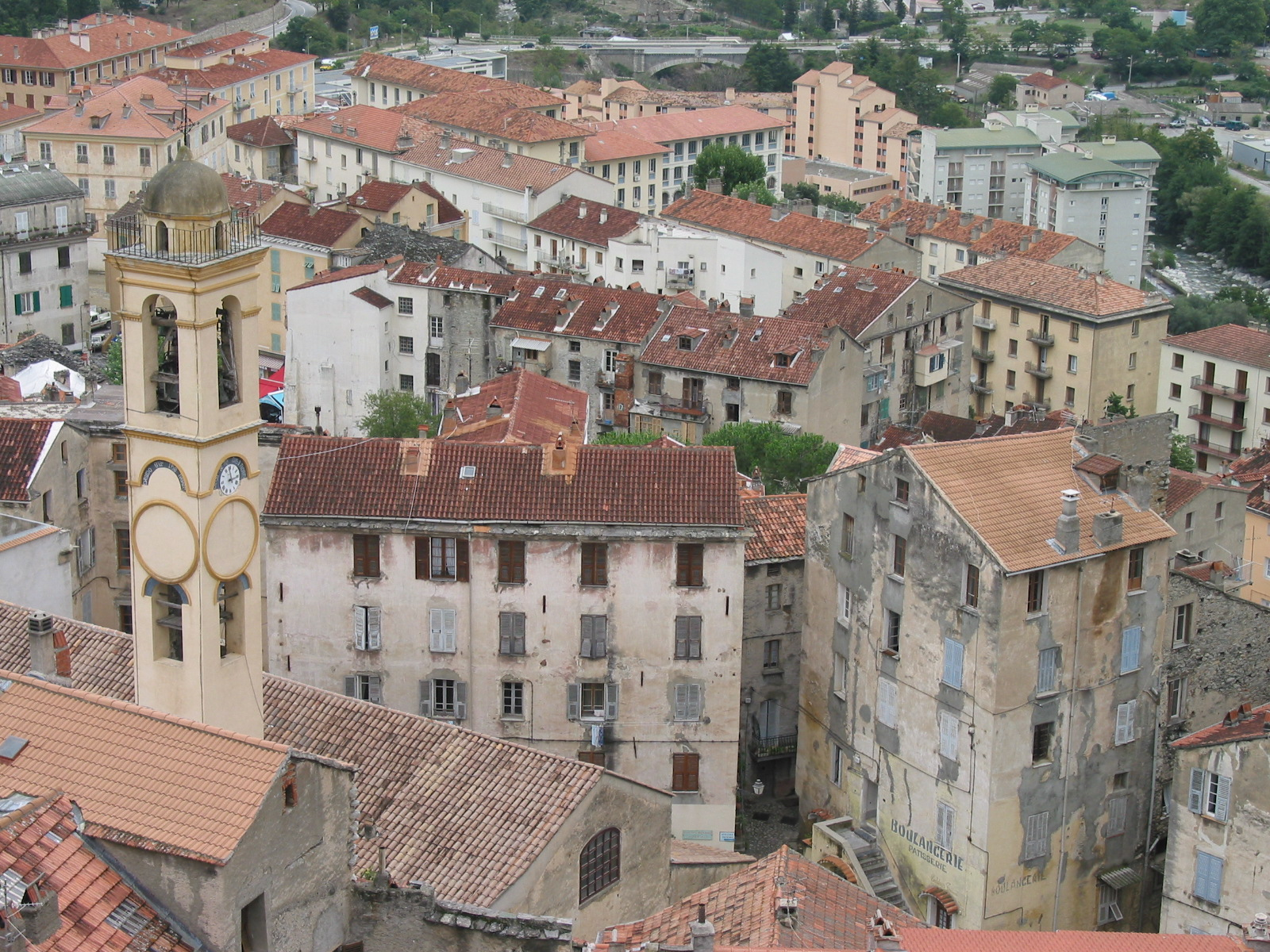
Église de l’Annonciation im Ortszentrum

## Bildung
Die Stadt beherbergt die 1980 wieder gegründete, einzige Universität Korsikas, die Universität Korsika Pasquale Paoli. In der Zitadelle befindet sich das korsische Völkerkundemuseum.

## Verkehr
Corte hat über Nationalstraßen (N 193 Bastia–Ajaccio und N 200 nach Aléria) eine gute Anbindung an die Küste.
Der Bahnhof der Stadt liegt an der Bahnstrecke Bastia–Ajaccio. Nach dort bestehen durchgehende Zugverbindungen.

## Wirtschaft
Auf dem Gemeindegebiet gelten kontrollierte Herkunftsbezeichnungen (AOC) für
- Brocciu-Käse,
- Honig (frz. Miel de Corse, korsisch Mele di Corsica)
- Olivenöl (frz. Huile d’olive de Corse, korsisch Oliu di Corsica)
- Kastanienmehl (frz. Farine de châtaigne corse, korsisch Farina castagnina corsa)

sowie geschützte geographische Angaben (IGP) für Wein (Ile de Beauté und Méditerranée, jeweils blanc, rosé oder rouge).

## Persönlichkeiten
- Theophilus von Corte (1676–1740), Franziskaner, Heiliger der römisch-katholischen Kirche
- Joseph Bonaparte (1768–1844), der älteste Bruder von Napoleon Bonaparte
- Sauveur Casanova (1918–1998), römisch-katholischer Bischof von Ajaccio
- Dominique Colonna (1928–2023), Fußballspieler, betrieb ein Hotel im Restonicatal
- Edmond Simeoni (1934–2018), Arzt, Politiker und Nationalist